# Koloa Talake
Koloa Talake (ur. 7 czerwca 1934, zm. 26 maja 2008) – premier i minister spraw zagranicznych Tuvalu przez dziewięć miesięcy na przełomie 2001 i 2002 roku, od czasu otrzymania przez jego poprzednika, Faimalaga Luka wotum nieufności.
W czasie swojego urzędowania próbował, wraz z przywódcami Kiribati oraz Malediwów, nakłonić Stany Zjednoczone oraz Australię do ratyfikacji Protokołu z Kioto.
Chcąc ratować podupadającą gospodarkę kraju, sprzedał domenę internetową .tv jednej z amerykańskich korporacji.
Po przegranych wyborach z 2002 roku wyemigrował do Auckland w Nowej Zelandii, jego następcą został Saufatu Sopoanga.